# Idoia Eraso
Idoia Eraso Lasa (Pamplona, 27 februari 2002) is een Spaans wielrenster.

## Carrière
Als eerstejaars juniore werd Eraso, achter Irati Puigdefabregas, tweede op het nationale kampioenschap tijdrijden. Een jaar later, in 2020, won ze de titel wel. Aan het eind van dat jaar mocht ze stage lopen bij Sopela Women's Team.
In 2021 maakte Eraso de overstap naar Laboral Kutxa-Fundación Euskadi. Ze reed dat jaar onder meer de Clásica San Sebastián en de Madrid Challenge. In 2022 nam ze deel aan de wegwedstrijd op het wereldkampioenschap, die ze niet uitreed.

## Overwinningen
2020
 Spaans kampioene tijdrijden, Junioren

## Resultaten in voornaamste wedstrijden
| Jaar | Ronde van Italië | Ronde van Frankrijk | Ronde van Spanje |
| ---- | ---------------- | ------------------- | ---------------- |
| 2022 |                  |                     |                  |
| 2023 |                  |                     | 67e              |
| 2024 |                  |                     |                  |
| 2025 |                  | 106e                |                  |

| Jaar | Luik-Bast.‑Luik |  | WK op de weg |
| ---- | --------------- |  | ------------ |
| 2022 |                 |  | opgave       |
| 2023 |                 |  |              |
| 2024 | opgave          |  |              |
| 2025 |                 |  |              |

## Ploegen
- 2020 –  Sopela Women's Team (stagiaire vanaf 1 augustus)
- 2021 –  Laboral Kutxa-Fundación Euskadi
- 2022 –  Laboral Kutxa-Fundación Euskadi
- 2023 –  Laboral Kutxa-Fundación Euskadi
- 2024 –  Laboral Kutxa-Fundación Euskadi
- 2025 –  Laboral Kutxa-Fundación Euskadi